# Chung kết Cúp FA 2000
Chung kết Cúp FA 2000 là trận chung kết lần thứ 119 của Cúp FA, và là 72 (trừ đá lại) và cũng là trận đấu cuối cùng được thi đấu trên Sân vận động Wembley cũ. Nó được diễn ra vào ngày 20 tháng 5 năm 2000 giữa Chelsea và Aston Villa, trận chung Cúp FA đầu tiên của họ sau khi giành cúp năm 1957.
Chelsea thắng 1–0 qua đó giành chức vô địch Cúp FA thứ hai trong bốn năm, và là chiếc cúp thứ ba của họ. Bàn thắng thắng duy nhất được ghi trong hiệp hai bởi Roberto Di Matteo, người cũng ghi bàn trong trận chung kết 1997.
Sân vận động Wembley đó cửa năm tháng sau đó, để xây lại. Trận chung kết Cúp FA được diễn ra trên Sân vận động Thiên Niên Kỷ, Cardiff trong sáu năm tiếp theo, trước khi trở lại Wembley năm 2007.

## Đường tới Wembley
| Vòng ba  | Hull City                  | 1–6 | Chelsea           |
| Vòng bốn | Chelsea                    | 2–0 | Nottingham Forest |
| Vòng năm | Chelsea                    | 2–1 | Leicester City    |
| Vòng sáu | Chelsea                    | 5–0 | Gillingham        |
| Bán kết  | Newcastle United           | 1–2 | Chelsea           |
| Bán kết  | (tại Sân vận động Wembley) |     |                   |

| 'Vòng ba | Aston Villa                                                             | 2–1 | Darlington   |
| Vòng bốn | Aston Villa                                                             | 1–0 | Southampton  |
| Vòng năm | Aston Villa                                                             | 3–2 | Leeds United |
| Vòng sáu | Everton                                                                 | 1–2 | Aston Villa  |
| Bán kết  | Bolton Wanderers                                                        | 0–0 | Aston Villa  |
| Bán kết  | (tại Sân vận động Wembley) Aston Villa thắng 4–1 trên loạt sút luân lưu |     |              |

## Trận đấu

### Chi tiết trận đấu
| Chelsea       | 1–0      | Aston Villa |
| ------------- | -------- | ----------- |
| Di Matteo 73' | Chi tiết |             |

| Chelsea | Aston Villa |

|                  |    |                    |          |     |
|                  |    |                    |          |     |
| GK               | 1  | Ed de Goey         |          |     |
| DF               | 15 | Mario Melchiot     | 18'      |     |
| DF               | 6  | Marcel Desailly    |          |     |
| DF               | 5  | Frank Leboeuf      |          |     |
| DF               | 3  | Celestine Babayaro |          |     |
| MF               | 8  | Gus Poyet          | Thẻ vàng |     |
| MF               | 11 | Dennis Wise (c)    | 28'      |     |
| MF               | 7  | Didier Deschamps   |          |     |
| MF               | 16 | Roberto Di Matteo  |          |     |
| FW               | 25 | Gianfranco Zola    |          | 89' |
| FW               | 31 | George Weah        |          | 88' |
| Dự bị:           |    |                    |          |     |
| GK               | 23 | Carlo Cudicini     |          |     |
| DF               | 26 | John Terry         |          |     |
| MF               | 34 | Jon Harley         |          |     |
| MF               | 20 | Jody Morris        |          | 89' |
| FW               | 19 | Tore André Flo     |          | 88' |
| Huấn luyện viên: |    |                    |          |     |
| Gianluca Vialli  |    |                    |          |     |

|                  |    |                      |          |     |
|                  |    |                      |          |     |
| GK               | 1  | David James          |          |     |
| DF               | 24 | Mark Delaney         |          |     |
| DF               | 5  | Ugo Ehiogu           |          |     |
| DF               | 4  | Gareth Southgate (c) |          |     |
| DF               | 15 | Gareth Barry         | 16'      |     |
| DF               | 3  | Alan Wright          |          | 88' |
| MF               | 6  | George Boateng       | Thẻ vàng |     |
| MF               | 10 | Paul Merson          |          |     |
| MF               | 7  | Ian Taylor           |          | 79' |
| MF               | 18 | Benito Carbone       |          | 79' |
| FW               | 9  | Dion Dublin          |          |     |
| Dự bị:           |    |                      |          |     |
| GK               | 39 | Peter Enckelman      |          |     |
| DF               | 31 | Jlloyd Samuel        |          |     |
| MF               | 26 | Steve Stone          |          | 79' |
| MF               | 17 | Lee Hendrie          |          | 88' |
| FW               | 12 | Julian Joachim       |          | 79' |
| Huấn luyện viên: |    |                      |          |     |
| John Gregory     |    |                      |          |     |

| Cầu thủ xuất sắc nhất trận đấu - Dennis Wise (Chelsea) | Điều lệ trận đấu - 90 phút. - 30 phút hiệp phụ nếu cần. - Sút luân lưu nếu tỉ số vẫn hòa. - Đăng ký năm cầu thủ dự bị. - Thay tối đa ba người. |

### Thống kê
|          | Chelsea | Aston Villa |
| -------- | ------- | ----------- |
| Sút      | 5       | 11          |
| Phạt góc | 2       | 3           |
| Lỗi      | 17      | 14          |
| Việt vị  | 5       | 2           |
| Thẻ vàng | 3       | 2           |
| Thẻ đỏ   | 0       | 0           |

Nguồn: The People